# Sama
Povest Sama (COBISS) avtorja Frana S. Finžgarja  je bila prvič objavljena leta 1912 v reviji Dom in svet, leta 1927 pa je izšla še v knjižni obliki pri Novi založbi v Ljubljani.

## Vsebina
Alena Tropotec je hčerka upokojenega uradnika Janeza Tropotca. V mestu konča srednjo šolo, maturira ter si želi postati dama, oditi stran od doma in biti samostojna. Tako se zaposli kot domača učiteljica nekje na vasi in poučuje Viktorja, sina bogatega trgovca Smrekarja. Že prvi dan naleti na Ivana Bresta, študenta z Dunaja, ki se ji zdi idealen moški. Spozna tudi druge vaščane, poštarico Erno in učiteljici Maro in Minko. Z Viktorjem se dobro ujame, poleg poučevanja pa pomaga Štefanu Smrekarju pri pisanju pisem. Smrekar je velik trgovec z lesom in rad goljufa pri prodaji. Nadvse si želi prisvojiti bogate gozdove sovaščanke Strniške, kar mu s prevaro uspe, v kar je vpletena tudi Alena. Slednja ima zaradi tega zelo slabo vest in se kmalu zaupa Brestu. Počasi se zbližata. Kasneje afera z lesom ponovno oživi. Skozi vso povest je čutiti napetosti med Smrekarjem in Minko. Na koncu trgovec toži Minko, a se na njeno stran postavijo vaščani in Minka na koncu odide za učiteljico v drugo vas. Alena zasede Minkino mesto v šoli in začne učiti, vendar z manj uspeha kot je to počela Minka. Ko Alena Brestu predlaga, da v znak njune ljubezni povabi njene starše na skupno kosilo, Brest nenadoma odide na Dunaj, Alena pa vsa nesrečna ostane sama.   